# Brückentürme (Duisburg-Ruhrort)

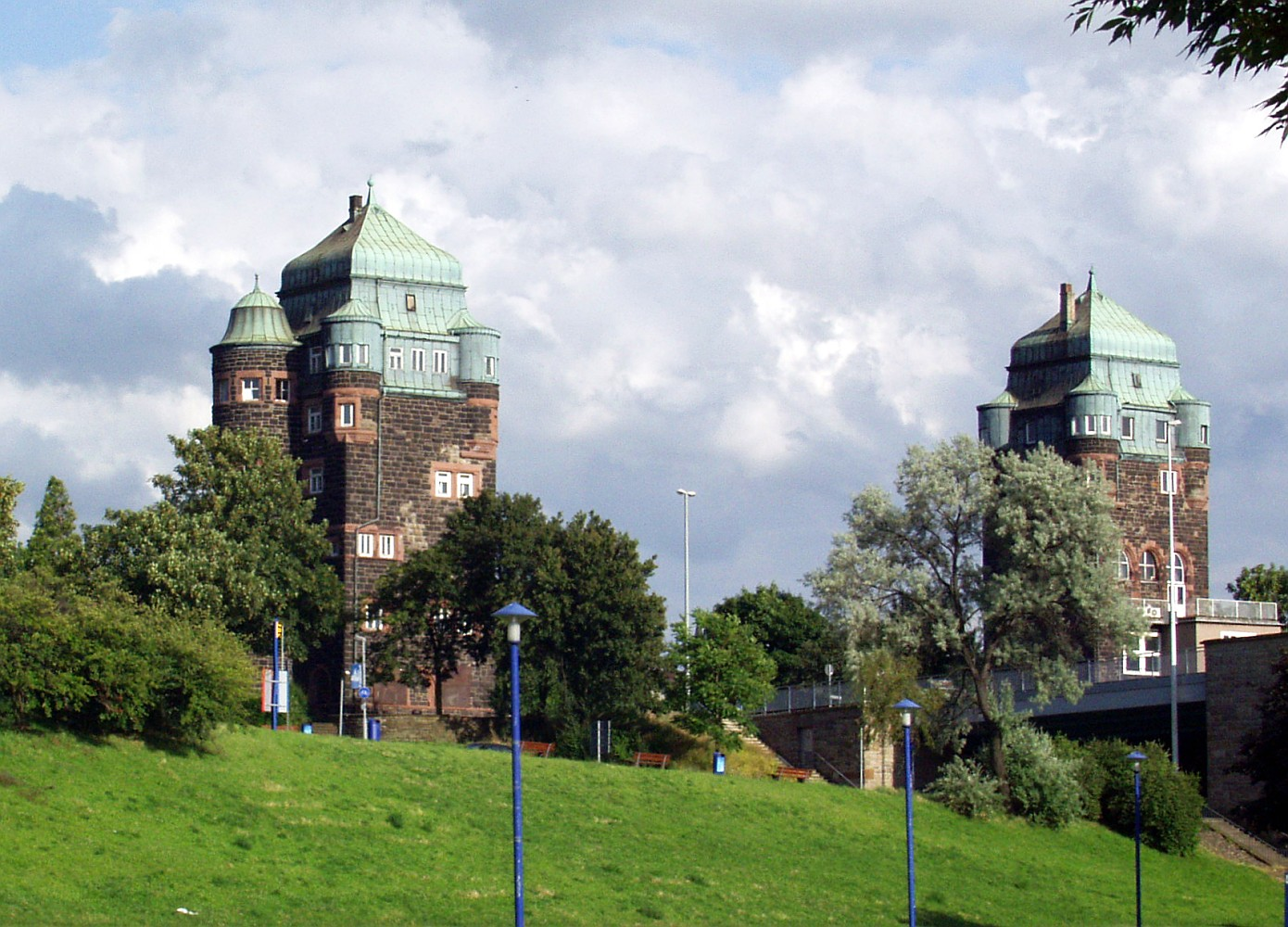
Ruhrorter Brückentürme

Die Brückentürme der Friedrich-Ebert-Rheinbrücke zwischen den Duisburger Stadtteilen Ruhrort und Homberg zählen zu den Wahrzeichen Duisburgs.

## Geschichte
Die beiden 32 Meter hohen Brückentürme wurden mit dem Bau der ersten Duisburger Rheinbrücke, einer Kragträger-Brücke in Eisenfachwerk, zwischen 1904 und 1907 in Massivbauweise nach Plänen des Karlsruher Architekten Hermann Billing von der Stadt Ruhrort und der Gemeinde Homberg errichtet.
Neben ihrem repräsentativen Charakter dienten die Ruhrorter Brückentürme vor allem als Mautstation für den Fernverkehr. Dort wohnten die Brückenbediensteten, deren Aufgabe es war, den Brückenzoll zu kassieren.
Damals verbanden Säulengänge die Türme mit der Brücke. Zur tiefer gelegenen Fürst-Bismarck-Straße führte eine geschwungene, doppelläufige Treppe, an deren Ende der Brunnen mit dem legendären Ruhrorter Löwen stand. In den Erdgeschossen waren Geschäfte untergebracht. Der südliche Turm beherbergte ein Restaurant.
Da die Brücke 1945 von Pionieren der deutschen Wehrmacht gesprengt wurde, erfolgte der Wiederaufbau von 1951 bis 1954 in neuer Form als Zügelgurtbrücke. Im Zuge des Brückenneubaus wurden die Fahrbahnen verbreitert. Deshalb mussten die zwei kleineren Brückentürme auf der Homberger Rheinseite zurückgebaut werden. Mit dem Neubau drohte auch der Abriss der beiden Ruhrorter Türme, zumal eine Zollstation überflüssig wurde. Da dieses Vorhaben aber nicht verwirklicht wurde, blieben diese Türme erhalten.

## Sanierung und heutige Nutzung
2009 kaufte Jan Stapelmann den nördlichen Brückenturm. In Abstimmung mit der Denkmalbehörde ließ er den Turm von Grund auf vollständig kernsanieren. Schadstoffe wurden beseitigt, Leitungen für Strom, Gas, Wasser und Abwasser gelegt, moderne Isolationsfenster und neue Türen eingebaut sowie eine Fahrstuhlanlage installiert.
Auch der gegenüberliegende südliche Turm befindet sich in Privatbesitz. Er wurde ebenfalls kernsaniert und mit einem Fahrstuhl ausgestattet.
Beide Türme werden heute gewerblich genutzt, unter anderem als vermietete Büro- und Lagerräume sowie als Stellplätze.

## Denkmalschutz
Die Ruhrorter Brückentürme wurden am 19. März 1985 unter der Nummer 54 in die Liste der Baudenkmäler in Duisburg-Homberg/Ruhrort/Baerl eingetragen.